# اسناد دیپلماتیک افشاشده ایالات متحده آمریکا درباره ایران
محتوای اسناد دیپلماتیک افشاشدهٔ آمریکا (ایران) در مورد ایران و موضوعات مرتبط است که از سوی ویکی‌لیکس منتشر شده است.
برخی از اطلاعاتی که توسط ویکی‌لیکس در ۲۸ نوامبر ۲۰۱۰ و روزهای پس از آن افشا شد، به قرار زیر است:

## ظهور دوباره حزب توده
در این اسناد ادعا شده است که حزب توده دوباره شکل گرفته است و در جریان اعتصابات نقش داشته است.

## روابط ایران و اعراب

### ایران و عربستان
- این اسناد نشان می‌دهد عربستان سعودی با صرف میلیاردها دلار از درآمدهای نفتی خود برای سازمان‌های اسلامی سراسر جهان به مقابله با ایران پرداخته است. این اسناد نشان می‌دهد که هدف عربستان سعودی در طول سالهای اخیر، نه تنها گسترش نسخه خاصی از اسلام بوده بلکه این کشور درصدد بوده است تا ایران را تضعیف کند. این کشور در طول سال‌های ۲۰۱۲ تا ۲۰۱۳ میلادی در تلاش بوده است تا از طرق مختلف و از جمله صدور فرمان‌های سلطنتی و استفاده از ابزار فنی برای تضعیف سیگنال‌های ماهواره‌ای، مانع پخش برنامه‌های شبکه ماهواره‌ای العالم شود. همچنین این کشور با سرمایه‌گذاری روی آموزش مبلغان خارجی، به دانش‌آموزان مسلمان بین‌المللی بورسیه تحصیلی داده است.[۲]

### ایران و امارات
- ولیعهد ابوظبی محمد بن زیاد از ایالات متحده خواسته بود که در مقابل ایران مماشات نکند و گفته بود، «احمدی‌نژاد، هیتلر است.»[۳]

### ایران و بحرین
- از ملک حمد از بحرین نقل‌قول شده بود که در سال ۲۰۰۹ گفته بود، «آن برنامه [برنامه هسته‌ای ایران] باید متوقف شود. خطری که آن را بخواهیم بگذاریم ادامه بدهند، بسیار بیشتر از خطری است که بخواهیم آن را متوقف کنیم».[۴]
- از ژنرال ارشد محمد الاعصر، دستیار وزیر دفاع مصر، محمد حسین طنطاوی، در سال ۲۰۰۹ نقل‌قول شده است که گفته، «مصر به ایران به عنوان تهدیدی برای منطقه نگاه می‌کند».[۳]

## مسائل داخلی ایران
- یکی از هم‌پیمانان ناشناس رئیس‌جمهور پیشین ایران اکبر هاشمی رفسنجانی گفته بود که رهبر ایران علی خامنه‌ای به سرطان خون مبتلا است و انتظار می‌رود که در ماه‌های آینده بمیرد و عدم تمایل هاشمی رفسنجانی برای اقدام پس از انتخابات بحث‌برانگیز ریاست جمهوری در سال ۲۰۰۹ از تمایلش برای جانشینی در جایگاه خامنه‌ای و لغو انتخابات محمود احمدی‌نژاد پس از آن خبر می‌دهد.[۵]

## تحریم‌های آمریکا
- اسناد کابلی فاش‌شده‌ای از وزیر خارجهٔ ایالات متحده آمریکا هیلاری کلینتون افشا می‌کند که ایالات متحده بر دیگر متحدان فشار وارد می‌کرد تا بر تحریم‌های علیه ایران و بر ضد برنامهٔ هسته‌ای‌اش ادامه دهند.[۶]

## مکاتبات اطلاعاتی ایران و کانادا
در این اسناد ادعا شده است که ایران و کانادا در جنگ افغانستان همکاری اطلاعاتی داشته‌اند.